# Jan-Erik Slooten
Jan-Erik „Godehardt“ Slooten (* 28. September 1984 in Geldern) ist ein deutscher Automobilrennfahrer, Webvideoproduzent und Unternehmer.

## Leben und Karriere
Seit 2010 nimmt Jan-Erik Slooten am Porsche Sports Cup Deutschland teil.
Zusammen mit Dirk Mansfeld gründete Jan-Erik Slooten 2012 die RP Vertriebsgesellschaft mbh und ließen sich die zugehörige Marke RING POLICE eintragen. Mit diesem Team bestreitet er seit dem den Porsche Sports Cup Deutschland. Des Weiteren bietet RING POLICE verschiedene Tuningleistungen wie Tieferlegungen und Leistungsoptimierung an, verkauft seltene Sportwagen (überwiegend Porsche) und betreibt Coaching im Motorsport.
Am 30. Juli 2013 eröffnete er den YouTube-Kanal Team RING POLICE auf dem regelmäßig Vlogs über den Alltag als Rennteam erscheinen.

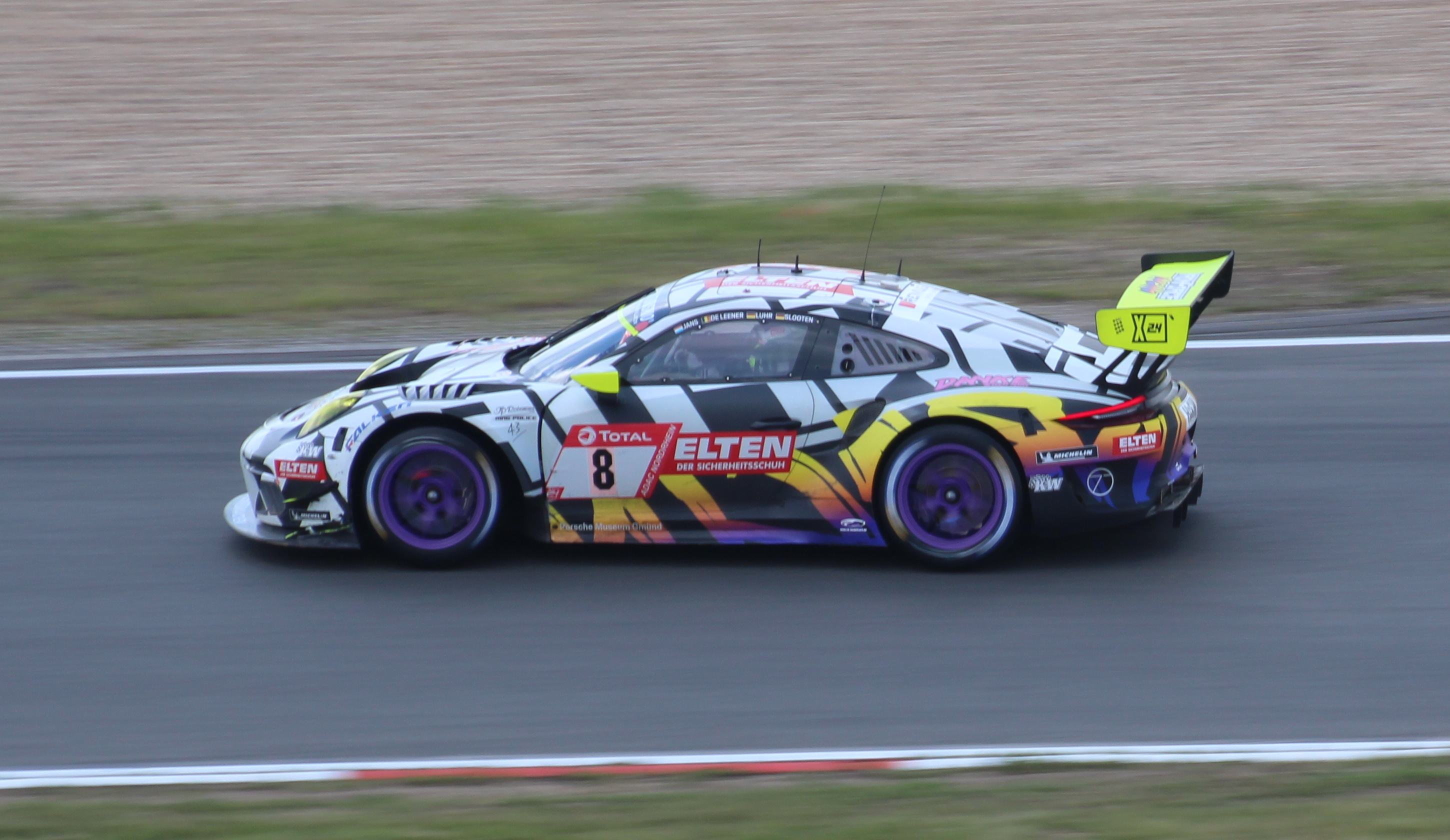
Iron Force Porsche 911 GT3 R

Ab der Saison 2018 nimmt er zusammen mit Lucas Luhr im Team Iron Force by RING POLICE in der ADAC GT Masters teil. Dabei gründete er das Team zusammen mit Jean Pierre Kraemer. Als Fahrzeug wurde ein Porsche 911 GT3 R genutzt.
Ebenfalls in diesem Jahr nahm er mit Lucas Luhr am 24-Stunden-Rennen auf dem Nürburgring im Team GetSpeed Performance zusammen mit Marek Böckmann und Steve Jans teil und fuhr dabei auf den 12. Gesamtrang.
2019 nahm er mit Lucas Luhr am 24-Stunden-Rennen auf dem Nürburgring erstmals mit seinem eigenen Team teil. Die beiden weiteren Fahrer waren Steve Jans und Adrien de Leener. Sie belegten einen erfolgreichen 11. Gesamtrang.
Im Rahmen des 24-Stunden-Rennen von Spa-Francorchamps nahm er in einem Porsche GT2 RS Clubsport an den Porsche Weekend Rennen teil. Im ersten Rennen belegte er den 2. Gesamtrang und den 1. Platz in der Klasse. Auch im zweiten Rennen des Wochenendes belegte er den 2. Gesamtrang und den 1. Platz in seiner Klasse.
Am 10. Februar 2020 wurde durch das Amtsgericht Mönchengladbach ein vorläufiges Insolvenzverfahren gegen die RP Vertriebsgesellschaft mbH eingeleitet und am 30. April 2020 das Insolvenzverfahren eröffnet.
Im Jahr 2021 wechselte Slooten in den Protoypen-Rennsport und fährt zusammen mit Vincent Kolb und Leo Weiss für das Team Phoenix Racing in der Asian Le Mans Series. Die drei Fahrer traten mit einem Ligier JS P320, welcher auch im markanten Iron Force-Design beklebt ist, in der Fahrzeugklasse LMP3 an.
2022 startete Jan-Erik Slooten beim 24-Stunden-Rennen auf dem Nürburgring mit einem Porsche 911 (992) GT3 Cup für das Team Phoenix Racing in der Cup 2 Klasse. Das Cockpit teilte er mit Timo Scheider, Luca Engstler und Leon Köhler. Über viele Stunden fuhr man um einen Podiumsplatz und führte das Klassement zwischenzeitlich sogar an, wurde dann aber in der Nacht durch technische Probleme zurückgeworfen. Am Ende konnte das Team einen guten 5. Platz der Cup 2 Klasse und Platz 30 der Gesamtwertung verteidigen.